# Tetrakentron synaptae
Tetrakentron synaptae är en djurart som tillhör fylumet trögkrypare, och som beskrevs av Cuénot 1892. Tetrakentron synaptae ingår i släktet Tetrakentron och familjen Halechiniscidae. Inga underarter finns listade i Catalogue of Life.